# Ghostpoet

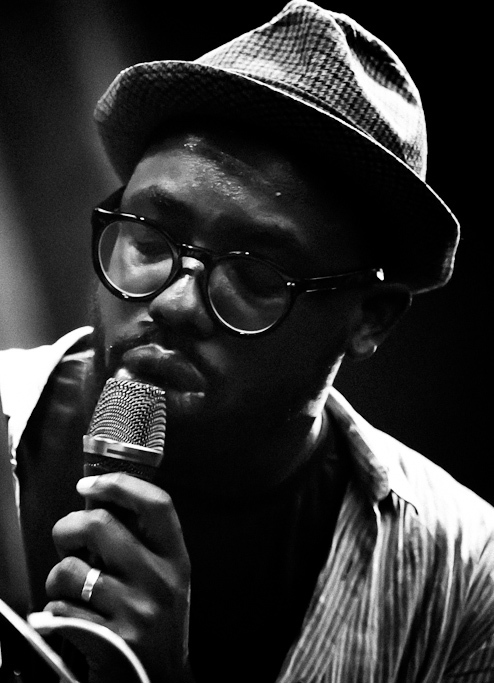
Ghostpoet auf dem Musica Festival 2011 in Sydney (Australien)

Obaro Ejimiwe (* 18. Januar 1983 in London, Vereinigtes Königreich) ist ein britischer Sänger, besser bekannt unter seinem Pseudonym Ghostpoet.
Sein erstes Album Peanut Butter Blues & Melancholy Jam war 2011, sowie sein drittes Album Shedding Skin 2015, für den Mercury Prize nominiert. Die Single Liines war im Jahr 2011 in der NME Tracks of 2011 CD enthalten.

## Diskografie

### Studioalben
| Jahr | Titel                                 | Höchstplatzierung, Gesamtwochen, AuszeichnungChartsChartplatzierungen (Jahr, Titel, Platzierungen, Wochen, Auszeichnungen, Anmerkungen) | Anmerkungen                           |
| Jahr | Titel                                 | UK | Anmerkungen                           |
| ---- | ------------------------------------- | --- | ------------------------------------- |
| 2011 | Peanut Butter Blues & Melancholy Jam  | — | Erstveröffentlichung: 4. Februar 2011 |
| 2013 | Some Say I So I Say Light             | UK73 (1 Wo.)UK | Erstveröffentlichung: 6. Mai 2013     |
| 2015 | Shedding Skin                         | UK52 (1 Wo.)UK | Erstveröffentlichung: 2. März 2015    |
| 2017 | Dark Days + Canapés                   | UK39 (1 Wo.)UK | Erstveröffentlichung: 18. August 2017 |
| 2020 | I Grow Tired But Dare Not Fall Asleep | — | Erstveröffentlichung: 1. Mai 2020     |